# Tidaholms G&IF
Tidaholms Gymnastik och Idrottsförening bildades den 2 december 1902 som en brottnings- och idrottsförening, numera har man endast kvar fotboll på programmet. Man har som mest haft elva olika sporter: brottning, gymnastik, fotboll, friidrott, tyngdlyftning, skidor, orientering, simning, handboll, bandy och cykel. TG&IF är den äldsta verksamma fotbollsföreningen i distriktet.
1936 kvalade man mot Lundby IF från Göteborg, man segrade hemma med 4-1. I returmatchen i Göteborg tog supportrar från Giffarna tåget till Göteborg för att heja fram de sina i denna viktiga match med en nykomponerad hejaramsa: Öka farta sista kvarta ti-da holm, ti-da holm. Denna hejaramsa har långt senare blivit en klassiker, Hammarbys fans har den som en stående hejaramsa på sina hemmamatcher. Det räckte inte utan Lundby segrade med 4-2 och i en avgörande match i Skövde vann TG&IF med 1-0. Då gick Giff upp i dåvarande div.2, som på den tiden var Sveriges näst högsta division (som första lag från Skaraborg).
I februari 2025 meddelade lokaltidningen Västgöta-Bladet att TG&IF skulle få en amerikanskfödd fotbollsspelare, Matthew Bennani, till sitt A-lag/seniorlag inom fotboll. Detta kommer därmed att bli första gången som en amerikansk medborgare ansluter sig som fotbollsspelare till denna idrottsförening.